# Бодешть (Бербетешть, Вилча)
Бодешть, Бодешті (рум. Bodești) — село у повіті Вилча в Румунії. Адміністративний центр комуни Бербетешть.
Село розташоване на відстані 174 км на північний захід від Бухареста, 20 км на захід від Римніку-Вилчі, 93 км на північ від Крайови, 129 км на південний захід від Брашова.

## Населення
За даними перепису населення 2002 року у селі проживала 1141 особа, усі — румуни. Усі жителі села рідною мовою назвали румунську.